# خوذة إميسا
خوذة إيميسا (وَتُعرف أيضًا باسم خُوذَةِ مَدْفنِ حِمْص المَلَكِي) هيَ إحدى خُوَذِ فُرْسَانِ الرُّومَان تَعُودُ إلى أوَائِلِ القَرْن الأَوَّلِ المِيلاديّ. عُثِرَ عَليها فِي المَدْفَنِ المَلَكِي في تَلِّ أَبُو الصَّابُون فِي مدينة حمص، حيث يعود تاريخٌ القَبْر إلى الأُسرَةِ المَلَكِيَّة التي حَكَمَتْ إميسا (حِمْص حاليا) فِي القَرْنَيْنِ الأَوَّل قَبْلَ المِيْلاد والأول الميلادي.
صُنعت هذ الخوذة من الحَديدِ بِشَكلٍ كَامِلٍ وَغُطِّيَت بِطَبَقَةٍ مِنَ الفِضَّةِ، وَتَتَأَلَّفُ مِنْ قِسْمَيْن: القِسْمُ العُلْوِيُّ وَهٌوَ عِبارةٌ عَنْ غِطَاءٍ لِلْرَأْسِ عَلَيْهِ آثَارُ خُيُوطٍ قُمَاشِيَةٍ كَانَتْ تٌغَطِيه، يُحِيطٌ بِهِ إِكْلِيلٌ عَلَى شَكْلِ أَوْرَاقِ غَارٍ صَغِيرةً يَلِيهِ غِطَاءٌ لِلْرَقَبَة مِنَ الخَلْفِ (النُقْرَة) مٌزَخْرَفٌ بِزَخَارِفَ نَبَاتِيَّة بِدِقَّة وَحِرَفِيَةٍ؛ وَالقِسْمُ الثَّانِي الأَمَامِي عِبَارةٌ عن غِطَاءَ لِلْوَجْهِ حَرَصَ صَانِعُهُ عَلَى إِظْهَارِ التَّفَاصِيلِ الحَقِيْقِيَّة لِلْوَجْهِ مِنْ حَيثُ الأَنْفِ وَ جُفُونِ العُيُونِ وَالحَاجِبَيْنِ وُصُولًا إلى صِيوَانِ الأُذُنَينْ.
مِنَ المُفْتَرَضِ أَنْ يَكُونَ الهَدَفُ مِن وَرَاءِ صُنعِ هَذهِ الخُوذةِ هُوَ ارتِدَاؤُهَا فِي المٌنَاسَبَاتِ الاحْتِفَالِيَّة، أو وَمِنَ المُمْكِنِ أيضًا لاسْتِخْدَامُها فِي المَعَارِك كَونها كانَت قَد زُوِّدَت بِثَلاثِ ثُقُوبٍ أَسْفَلَ كُلِّ عَينٍ تَسْمَحُ لمُرْتَدِيها بِتَوْجِيهِ خُطُوَاتِه. وَيَرْوِي لنا المُؤَرِّخُ اليُونَانِي أَرْيَانْ أَنَّ خَيَّالَة الجَيْشِ الرُّومَانِي كَانُوا يَقُومُونَ بِمُبَارَيَاتٍ يَرْتَدِي فِيهَا المُقَاتِلوُنَ خُوذَاتٍ ذَاتِ أَغْطِيةٍ للوَجْهِ أيضًا.
تَدُلُّ السِّمَاتِ الفَنِيَةِ لِهَذِهِ الخٌوذَةِ عَلَى أّنَّهَا مِنْ صُنْعِ وَرْشَةٍ سُورِيَّةٍ، وَعَلى الأَغْلَبِ أنَّهَا مَصْنُوعَةٌ فِي أَنْطَاكِيَّة المَشْهُورَةِ بِورَشِهَا ذَاتِ المَشْغُولاتِ المَعْدَنِيَّةِ النَّفِيسَة.
ضَبَطَتْهَا الشَرِطُةُ السُّوريّة بَعدَ اكتشافها بوقتٍ قَصِيرٍ مِن قِبَلِ بَعْضِ اللُّصُوصِ وِسْطَ مَدْفنِ إميسا المَلَكِي في تَلّ أبي الصَّابٌون في مَدِينَةِ حِمْص حديثًا وذلك عام 1936، حَيثُ تَمَّتْ مُتَابَعَةُ أعْمَالِ التَنْقِيبِ فيه آنَذاك مِن قِبَلِ كُلٌ مِن هنري سيريغ وَالأَمير جَعْفَر عَبْد القَادِر الحُسْنِي (1895-1970م) وَدَانْييلْ شلُومْبرغر قَبْلَ أَنْ تَتِمَّ عَمَليَّة إِزَالَةِ التَّلِ لِبِنَاءِ مَلْعَبِ خَالد بنُ الوَليد. وَفِي نِهَايَةِ المَطَافِ، رُمِمَتِ الخُوذّة بِدِقَّةٍ فِي المتْحَفِ البَرِيطَانِيّ، وَهِيَ محفوظةٌ الآنَ ضِمْنَ مَجْمُوعَةِ المتْحَفِ الوَطِنِيّ في العَاصِمة دمشق.

## تفاصيل عن الخوذة

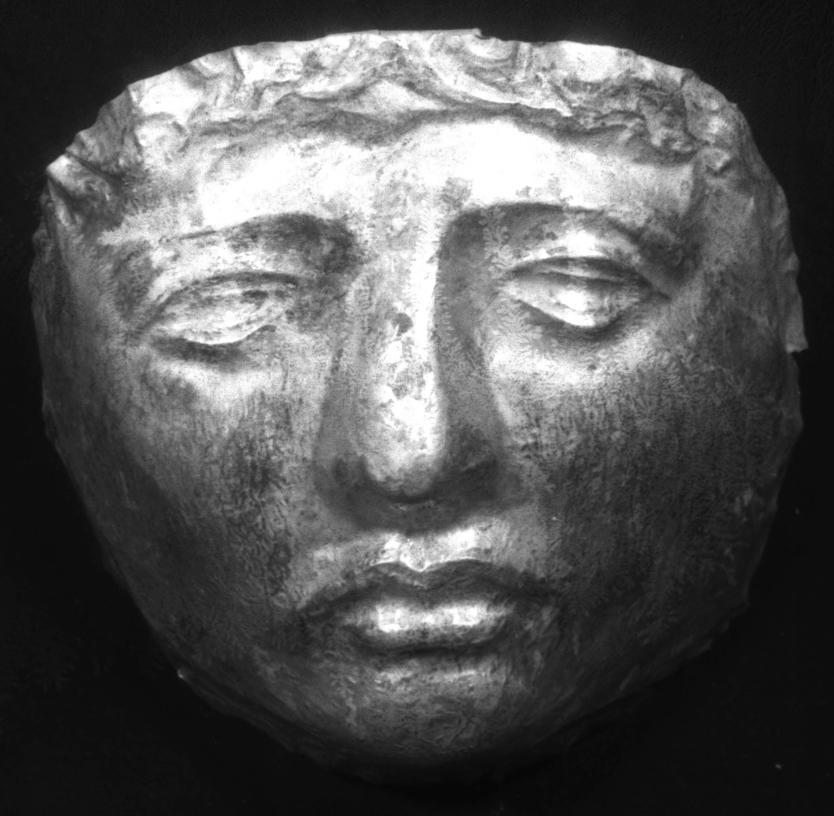
صورة قناع الموت الذي عُثر عليه من القبر الأول

صُنِعَت خُوذة إمِيسَّا مِنَ الحَديدِ وَتَتَكَوَّنُ مِن جُزأين: غِطَاءٌ للرَّأسِ وَقِنَاعٌ للوَجْهٍ. يَحْوِي غِطاءٌ الرَّأسِ على واقٍ للرَقَبةِ، مَصْنُوعٍ مِن قِطْعَةٍ وَاحدةٍ مِنَ الحَديْدِ المُزَخْرَف.[3] مُعَلَّقٌ عَلَيْهَا زَخَارِفٌ فِضِّيَّةٌ، ذُهِّبَ بعضها بصورةٍ كليةٍ وبعضها الآخر بصورة جُزئية، يٌغَطِّي الجَبِينَ إكْليلٌ مُزَرْكشٌ بالزُهُورِ يَعْلُوهُ شَريْطٌ مَعْدِنِيّ، وَاقِيتَان للأُذُنَيْن، وَلَوٌحَةٌ مُزَخْرَفَةٌ أعْلَى غِطَاءِ الرَّقَبَة. وأُرْفِقَ كُلُّ واقٍ مِنْهَا بِثَلاثَةِ مَسَامِير، يُسَاعِد العُلوِيُّ وَالسُّفْلِيُّ مِنْهَا عَلى رَبْطِ الإكْلِيلِ المُزَرْكَشِ بِغِطَاءِ الرَّأسِ، كَما طُوِيَتْ حَوَافُ الإكْلِيلِ دَاخِلَ حَوَافِ القَالَبِ الحَديدِيِّ لإضَافَةِ المَزِيدِ مِنَ المَتَانَةِ. يَتَعَلقُ قِنَاعُ الوَجْهِ أَسْفَلَ غِطَاءِ الرَّأسِ بِوَاسِطَةِ مِفْصَلٍ مَرْكزِيٍّ، وَ يُثّبتُ مِن خِلالِ شَريطٍ يَربِطُ بَينَ كُلِّ حَلَقَةٍ مِنَ الحَلَقَاتِ أسْفَلَ أغْطِيَةِ الأُذُنَيْنِ مِنْ خِلالِ الثُّقُوبِ المُقَابِلَة فِي غِطَاءِ الرَّقَبَة. تَزنُ الخُوذَةُ التي يَتَرَاوَحُ سُمْكُها بَيْنَ 1مم و 6 مم، حَوالَي 2.217 كغ، أمَّا وَزْنُ قِنَاِع الوَجْهِ منفردًا حَوالي 982 غ. صَدِئَتْ قِطْعَةُ غِطَاءِ الرَّأسِ الحَديديَّة مَعَ مُرُورِ الوَقْت.
يوجد ثقب في الجزء العلوي من قطعة غطاء الرأس، ومَظْهَرُهَا الصَّدِئُ يُعطي انطباعًا عَلَى أنَّها كَانَت -في يَومٍ من الأيامِ- مُكَوَنَة من نَسِيجٍ مُلَوَنٍ أَو مُزَرْكَشٍ عَلى الأَرجح. يَلْتَف إِكْلِيلٌ مُذَهَب بأَورَاقِ الغَارِ حَولَ الجَّبْهَة، حيث يعتبر الإكليلُ رَمْزًا تَقليديًا للنصر. يَضُمُّ كُلُ جَانِبٍ من جوانب غِطَاءِ الرَّأس ثلاثة عشر عُنْصُرا، يتألف كل واحدٍ مِنْهَا مِن ثَلاثِ أوراقٍ وَحَبَّتَي تُوت. تَظْهرُ الأَوراق المُقببة وتَبْرُز بِمَظْهَرٍ انسيابيّ مُتَنَاسِقِ الحَوَافِ بِصُورةً مُذْهِلَة. يَعْلو الإِكْليل بُرْشَامَةٌ وَرْدِيَّة الشكل; بصفين من الأزهار، يتكون كُل واحد منها من ست بتلات ذات حَوَافَ مُزَرْكَشَة. تُظهِر هذه الحَواف المزركشة والصُّفوفُ الخَارجية الفِضِيَّة تَبَايُنًا أَوْضَح بين الصَفِّ الدَّاخِلي المُذَهَبِ والخلفية، وكذلك البرْشَامَة المَرْكَزِيَة التي تَرْبطُ هذه الزَرْكَشَة الوَرْدِيَة بالإِكْلِيل. يَمْتَدُّ أَعْلاهَا شَرِيطٌ ضَيِّقٌ ذُو أُخْدُودٍ عَلىْ نَحْوٍ سَلِسٍ بِحَوَافَ مُزَيَنَة أَسْفَل مُنْتَصَفِ غِطَاءِ الرَّأسِ مِنَ البُرْشَامَةِ إلى غِطَاءِ الرَّقبة. تُظْهِرُ لنَا عَمَلِيَاتُ الإصْلاحِ التِي جَرَتْ على قِمَة الإكليلِ والبُرشَامَةِ بَساطةً حِرفيةً تَدُلُّ عَلىَ أنَّهَا تَمَتْ بَعِيدًا عَنْ وُرَشِ أَنْطَاكِيَّة الفَاخِرَة عَلى عَكْس الإكليل، على سبيل المثال: لم تُثْقَبْ البرشامَة الوّرْدِيَّة بعِنَايةٍ وكَذَلك لمْ تُثَبَّتْ على النَحْوِ الأمْثَل وَ سُوَّيّتْ عِوَضًا عَنْ ذَلِكَ بأداة أنُبوبِيَّة مَا، حَيثُ تَبْدو حَاليًا عَلى شَكْلِ مَجْمُوعةٍ مِن الحَلَقَات.
يَمْتَدُّ غطاءُ الرَّقبة المُغَطّى بلَوحٍ مزخرفٍ إلى الخَارِج لِحِمَايَة الكَتِفَينِ. يّحُدُّ الجُزء العُلْوي مِنْه حَبٍلٌ مِن أَورَاقِ اللُّبْلابِ المُذَهَّبة. وَفي وَسْطِه امتِدَادٌ يَنْسَابُ بصورةٍ سَلِسةٍ إلى تَجْوِيفِ الرَّقبة. كما يُوجدُ أسْفَل غطاء الرَّقبة هذا حَبْلٌ مَلْتفٌ مِنْ أشْوَاكِ الرُّنْدِ ومُزرْكَشٌ بنُقُوشَاتِ الطُّيُور والفَرَاشَاتِ المُذَهَّبَة. مَا أكْسَبَ الخُوذَة بجَمِيعِ مُكَوِّنَاتِها الفِضِّيَّة والذَّهَبيَّة والحَديديَّة، مَظْهَرَهَا المُتَعَدِدَ الألوان. طَغَتْ أَغْطِيَة الأُذنين قَليلًا عَلى القِسْمِ السُّفلي مِنْ غِطَاءِ الرَّقَبَة، مَا يُشِيرُ إلى أنَّها لمْ تُصْنَع خِصيصًا لاسْتِخْدَامِهَا في هَذِه الخُوذة.
أمَّا بالنِسْبَة لقِنَاعِ الوَجْهِ فَقَد تَمَّت صِنَاعَتُه مِنَ الحَديدِ المُغَطَّى بوَرَقِ الفِضَّة. وَيَتَشَكَّلُ المِفْصَل الرَّئيسُ الذِي يَتَدَلَّى مِنْه مِنْ ثَلاثَة أجْزَاءَ وَهِي: أنبُوبٌ حَديديّ مُثَبَّتٌ إلى قِطْعَة الرَّأسِ الدَّاخليّة مَعَ أنبوب فِضِّي خَارِجي، وَأنبُوب فِضِّيٌ مَشْقُوقٌ مُثَبَّتٍ عَلى قِنَاع الوَجْه الذي يُغَلِّفُ الجُزْءَ الأوَّلَ، وَدُبوْسٌ يَمُرُّ عَبْر كِلَيهِما وَلَه مِقْبَضٌ فِضِّيٌ في كُلِّ نِهاية. حَيْثُ يَأْخُذ هَذَا القِنَاعُ شَكْلَ وَجْهٍ إنسان. لوحِظَ كَذَلك عَمَلُ فَتَحَاتٍ بَينَ الشِّفَاهِ وَكَذَلك فَتَحَاتٌ للأنْفِ وَتَحْتَ كُلِّ عَينِ للسَمَاحِ بِمَجَال بَصَريًّ أوسَعْ. يَبْلُغُ سُمْك القِنَاعِ حوالي 2 مم، بالإضَافَةِ إلى الطَّبَقَةِ الفِضِّيَّة التي تَبْلُغُ سَمَاكَتُها حَوَالي رُبع إلى نِصْف مم.
تٌشيرٌ السِّمَات المُمَيِزَةُ إلى أنَّ صَانِعَ خُوذة إمِيسا حَاوَل تَرْجَمَة بَعْضِ الخَصَائِصِ الفَرْدِيَة لوَجْهِ مُرتَدِيهَا وَتَطْبيقِهَا عَلى هَذِه الخُوذَة.

## وظيفة الخوذة
تُعْتبر خُوذة إمِيسَا عَمَلِية للغاية، وَمِنَ المُرجَّحِ أنها كانت قد صُنِعَت لاسْتِخدَامِهَا في العُرُوضِ والمَعَارِك. وهي سَمِيْكَة وَثَقيلةٌ، وَمِنْ شَأنِ ذَلك أن يُوَفِّرَ حِمَايَة ضِدَّ الضَرَبَات القَوِيَة أو السِّهَام الحَرْبِيَّة، ومِن المُرَجَّحِ أنَّ ضَرْبَة قَوِيَةً كَانَتْ قَد تَسَبَبَتْ بحُدوثِ الثَقْبِ المَوْجُودِ فِي غِطَاء الرَّأس. كما يَدُلُّ ضِيقٌ فَتَحَاتِ العينين بشَكْلٍ استثنائي أيْضًا إلى زِيَادَة الحِرْصِ عَلى تَوفيرِ أكْبَرِ قَدْرٍ مٌمْكن مِنَ الحِمَايَة كَمَا وَ تشيرٌ الطَّريقَة التي وُسِّعَتْ فِيها ثُقوبِ العَيْنَين إلى أنَّها تَمَّتْ عَلى الأرْجَحِ نَتيجة لِحَالةٍ طَارِئةٍ تَطَلَّبَتْ مَجالَ رُؤيةٍ أَوسَع. وَعَلى الرُّغْم مِنْ تَصْنيفها كَخُوذَةٍ رِيَاضِيَّة للفرسَانِ، مِنَ النَوعِ الذي يَرْتَديه الفُرسَانُ فِي عُرُوضِ وَبُطُولاتِ الفُرُوسِيَّة المَعْرُوفَة باسْمِ رِيَاضَةِ الهيببيكا، إلّا أنَّه وَمِنْ غَيرِ المُرَجَّحِ أنْ تَكُون قَد اسْتُخْدِمَت لهَذا الغَرَضْ. حَيثُ كَانَت خُوَذُ البُطُولاتٍ قَوِيَّة وَمُصَنَعَة بشَكْلٍ اعْتِيَادِيٍّ دُوْنَ مَعَايير حِرَفِيَة، لتَحْتَمِل قَسَاوَة المُنَافَسَة. وَعَلى النَّقيضِ مِنْ ذَلك، نَجِدُ أَنَّ الزَخَارِفَ الحَسَّاسَةَ لِخُوذَة إمِيسا كَانَت سَتَتَضَرَّرُ بسُهُولةٍ، وَأَشَارَ ذَلكَ أيْضًا إلى أنَّهَا لَمْ تَكُنْ لِتَتَعَرَّضَ لِمِثْلِ هَذِه المَخَاطِرِ إلّا فِي الظُّرُوفِ الاسْتثنَائيَّة فِي المَعَارِك عَلَى سَبيلِ المِثَال.

## اكتشاف الخوذة

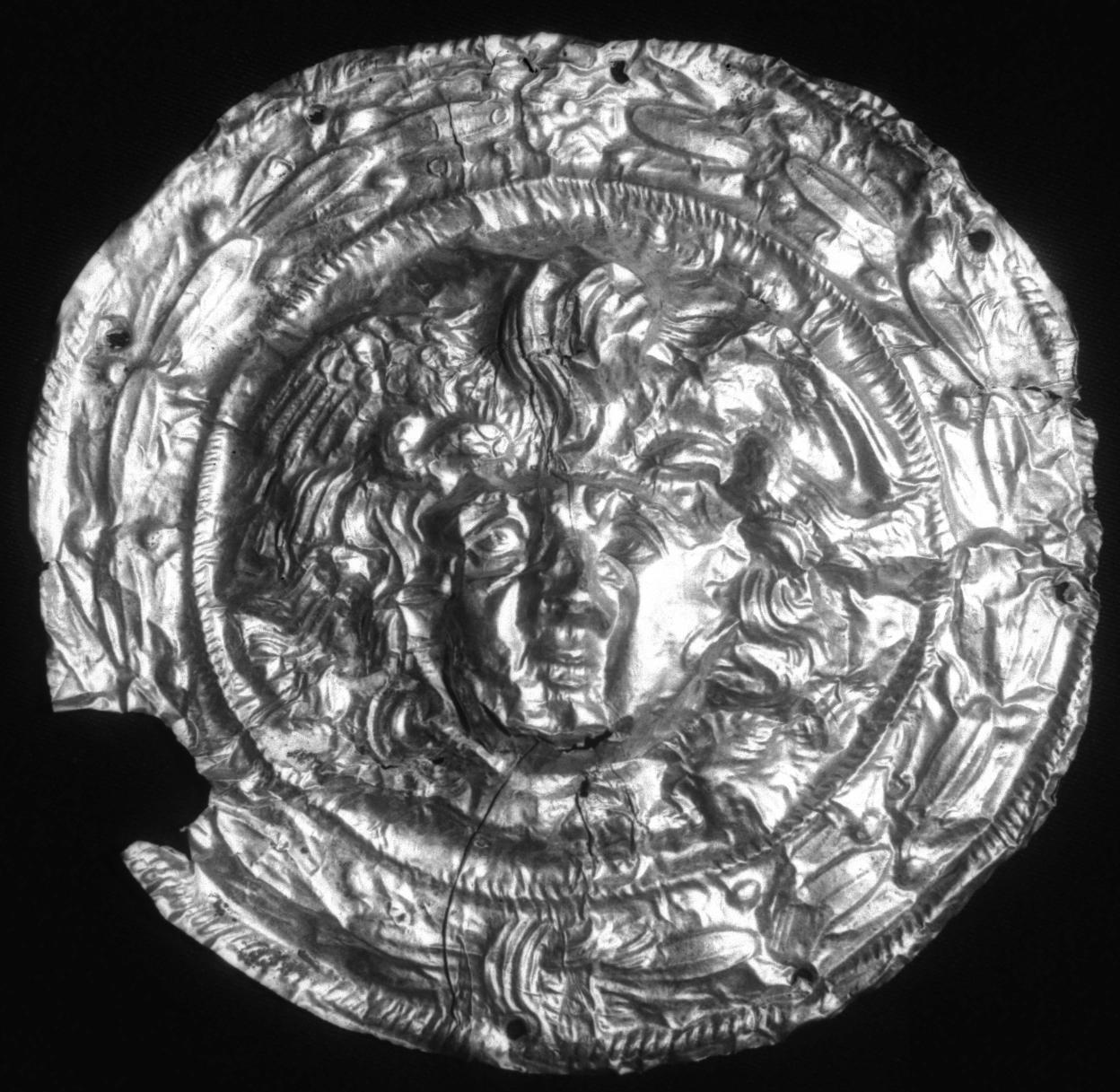
صورة لواحدة من أصل ستة حٌلي تعود ل ميدوسا عثر عليها في الناووس الأول

اكتُشِفَت الخُوذَة مِن قِبَلِ بَعْضِ اللُّصُوصِ فِي آب/أغسطس عَام 1936، فِي مَدينة حِمْص. وَالمَعْرُوفَة قَدِيمًا باسْمِ إمِيسا فِي بدَايَاتِ القَرْنِ الأوَّل المِيلادِيّ، حَيْثُ كَانَت هَذِه المَدينَة وَاقِعَة عَلى الطَّرِف الشَرقي لحُدُودِ الإمبراطورية الرُّومانية وَحَكَمَتْها آنذاك السُّلالة الحِمْصِيَة ومُؤسِسُها شَمْس غرام الأوَّل، وكَانَت آنَذَاكَ مَمْلَكَة حَليفَة للرُّومانِ. عَثَر أوْلَئِكَ اللُّصُوص أثْنَاء قِيامِهِم بالحَفْرِ وَالتَنْقيبِ قَريبًا مِنَ المَوْقِع السَّابقِ لنُصُبٍ تِذْكَارِيّ لِشَمس غرام الأول - عَلى مُجَمَعٍ مِنَ المَقَابرِ المَلَكِيَّة الغَنيَّة بالأثَرِيَّات، وَقَامُوا حِينَها بسَرِقَة المُرْفَقَات الجَنَائِزيّة. كَشَفَتْ رَقَائِق ذَهَبيَّة صَغِيرة كَانَت تُغَطِّي الأكْفَان فِي تِلكَ المَقَابرِ عَنْ عَمَليَّة السَّرِقَة هَذه وَذَلِكَ أنَّها كَانَتْ قَد تَقَشَّرَتْ وانتَشَرَت أثْنَاءَ اسْتِخرَاجهَا. وَفي صَبيحَةِ اليومِ التَّالي، لاحَظَ بَعْضُ الصِبْيَة وُجُودَ رَقَائِق الذَّهَبِ تِلْكَ وَذَهَبُوا بهَا إلى السُّوقِ حَيْثُ لَفَتَتْ انتِبَاهَ الشُّرطة التي قَامَتْ بمُتَابَعَةِ وَاعْتِقَال هَؤُلاءِ اللُّصُوص وَمُصَادَرَةِ مَا نَهَبُوه مِنَ المَقَابرِ المَلَكِيَّة. وِِمِنْ ثُمَّ إيدَاعُ جَمِيعِ القِطَعِ الأثَرِيَّة، بمَا فِيهَا الخُوذَة في مَجْمُوعَة الآثَارِ الوَطِنِيَّة عَنْ طَريقِ الأمِيْر جَعْفَر عَبْد القَادِر، أمين المتحف الوطني بدمشق كَمَا حَرَصَ التُّجَارُ المَحَليُّونَ أيضًا عَلى الاسْتِفَادَةِ مِنْ هَذِهِ القِصَّة، وَقَامُوا بعَمَلِ نُسَخٍ حَديثَة مُزَوَّرّة عّنْ المَجْمُوعة الأصْليَة وادَّعَوا أنَّها أَتَتْ مِنْ مَجْمُوعَة مَقَابِر إمِيسا المَلَكيَّة.
سَمَحَ التَدَخُّل الفَوري للأمِير جَعْفَر عَبد القَادِر، الذي حَقَّقَ فِي عَمَلِيَّة التَنْقيبِ هَذِه وَقَامَ باسْتِجْوابِ مَجْمُوعَة اللّصُوص باسْتِعَادَة هَذِه المُكتشَفات وَفَهْمها ودِرَاسَتِها جَيداً. كَمَا قَادَ بدَورِه المَزِيدَ مِنْ عَمِليَّات البَحْثِ والتَنقيْبِ، كَمَا عَمِلَ مَعْهُ عَالِمَي الآثَارْ الفِرَنْسِيََيْنْ دانيال ثيودور شلمبرجير وهنري سيريج. كَانَ القَبْر الذي عُثرَ فِيهِ على الخُوذَة - والذي حَمَلَ اسم القَبْر رَقمْ 1- وَاحِدًا مِنْ أصْلِ 22 قَبرًا ضِمْنَ مُجَمَّعِ المَقَابرِ المَلَكِيَّة، وَتَألَّفَ من غُرفتين حُفِرَتَا تَحْتَ الأَرضِ تَعْلُو إحْداهُمَا الأُخْرى. شَكَّلَت الغُرْفَة ُالسُّفلية مَكَانًا مُنَاسِبًا للقَبْر، وَكَانَت ذَاتَ جُدرَانٍ صَخْرَيَةً وأرضِيةٍ تُرابيَّةٍ بطُولِ 2.2م وَعَرْض 1.25م، وَعُمْق بَلَغَ 1.72م. كَمَا وُضْعَ مَا بَيْن خَمْسَة وَسَبْعَة عَوَارِضَ بَازِلتية فَوقَ الفَتْحَة التي تَرْبِطُ الغُرْفَة السُفْلِيَة بالجُزْءِ العُلوي، والتي رُدِمَتْ بدَوْرهَا بالتُّرَابِ وُصُولًا إلى مُستَوى السَّطح.
شَمُلَتْ مُقْتَنَياتُ القَبْرِ الأوَّلِ عَلى تَشْكِيلَةٍ غَنِيَّةٍ مِنَ القِطَعِ الأثَرِيَّةِ. كَمَا احْتَوى القبر الأوَّل بالإضَافَةِ إلى خُوذَة إمِيسا عَلى قِنَاعٍ جَنَائِزِيّ ذَهَبيّ وَسِوَارٌ مُصَاغٌ مِنَ الذَّهَبِ وَالفَيرُوزِ؛ خَاتَمٌ ذَهَبيٌّ مُزَرْكَشٌ فِيه تِمْثَالٌ نِصْفيٌ بَارزٌ وَخَاتَمٌ ذَهَبيٌّ آخرَ فِيهِ جَوْهَرَةٌ مَنقوشةٌ مِن العَقيقِ الأحْمَرِ؛ زينةٌ ذَهَبية عليها رّأسُ غَنَمةٍ ورَأسُ طَير؛ دُبُّوسٍ على شَكْلِ نَجْمة؛ خُطَّافٍ ذهبي؛ لِسَانٌ صَغِيرٌ مِنَ الذَهَبِ؛ رَأسُ حَرْبَةٍ مُزينٌ بالذَّهَبِ؛ مَزْهَرِيَّةٌ فِضيَةٌ؛ ومٌثلث مَصْنُوعٌ مِنَ الزُّجَاج. وِمِنَ المُمْكِنَ أيضًا أنَّ هَؤُلاءِ اللُّصُوص كَانُوا قَدْ أشَارُوا إلى العُثُورِ عَلى 19 لوحٍ ذهبيٍ فَي القَبْرِ الأوَّلِ عَنْ طَرِيقِ الخَطَأ، وَذَلك لأنَّها طَابَقَت بِصُورَة مُمَاثلةٍ نَظِيرَاتِها التي عُثِرَ عَلَيها فِي القَبرِ الحَادي عَشَر. وَشَمُلَت الزِّينَة التي عُثِر عَليْها فِي النَّاوُوسِ عَلى حَلقَاتٍ فِضِّيَّةٍ مُنْفَصِلَة؛ وَاثْنَتَينِ وَعِشْرينَ وَرَقَةٍ ذَهَبيَّةٍ؛ وَسِتَّةَ أقْنِعَة تَعُودُ لمِيدُوسَا؛ وَأرْبَعَةَ مُسْتَطِيلاتٍ مَنْقُوشٌ عَليهَا صُورَةٌ أسَدٍ؛ وَأرْبَعَة مُجَسَّمَاتٍ لإلهَةِ النَّصْرِ؛ وَثَمَانيَة تَمَاثيلَ نِصْفيَّة لأبُولو -مِنْ آلِهَةِ اليُونَانِ القَديْمَة-. وَ وِفْقًا لمَا أدْلَى بهِ مُحمد مُغْرَبي الذي نَهَبَ القَبْرَ الأوَّل، فَإنَّهُ كَانَ قَدْ عُثِرَ عَلى الخُوذَة بالقُرْبِ مِنْ الجُمْجُمَة دَاخِلَ القّبْرِ.

### ترميم الخوذة

غلاف الطبعة رقم 30 بتاريخ 30 نيسان/أبريل 1955 من مجلة أخبار لندن المصورة صَدرت بعد وقت قصير من إتمام عملية ترميم خوذة إميسا في المتحف البريطاني

خَضَعَت خُوذة إمِيسا بُعَيدَ اكْتِشَافِها إلى العَدِيدِ مِنْ عَمِليَاتِ التَرْمِيمِ غَيرِ النَّاجِحَة. وَكَانَتْ أكْسَدَةُ لُبّهَا الحَديديّ المُعْضِلَة الأسَاسْ، وَالتي بدَوْرِهَا شَكَّلَتْ عِدَّة بُثورٍ وَتَصَدُّعَاتٍ ضِمْنَ الطَّبقةِ الفِضِّيّة. وَأرْسِلَتُ الخُوْذَة عَلَى الفَوْرِ عَقِبَ اكْتِشَافِهَا إلى بَاريْس لَتَرْمِيمِهَا مِنْ قِبَلِ «م.م. أنْدريه وَابْنِه»؛ حَيْثُ جَرَتْ عَلَيهَا أعْمَالٌ تَرْمِيْمٍ طَفيفَةٍ وَذَلك لِنَقْصٍ فِي التَمْويلِ وَعَلى أمَلِ أنْ يُسَاعِد المُنَاخ في سُوريا عَلى إبْطَاءِ مُعَدل الأكسَدة، إلّا أنَّ حَالَة الخُوذة كَانَتْ قَدْ اسْتَمرت فِي التَدَهْوُرِ. وَبحُلولِ عَامِ 1952، كانت الخُوذة قد تَضَرَرَتِ بصُورةٍ أكْبَرَ مِمَّا كَانَتْ عَليهِ حِينَ العُثُورِ عَليهَا، وَأصْبَحَتْ بأَمَسِّ الحَاجَةِ إلى القِيَامِ بالمَزيدِ مِنْ أعْمَالِ التَّرمِيم عَليْهَا. وَفِي نِهَايَة المَطَافِ، نُقِلَتْ إلى المتحفِ البَريطَانِيّ، وَانْتَهَتْ آخِرُ أَعْمَالُ تَرمِيمِها عَام 1955. عَلى يَدِ هربرت ماريون، والذي بدَوْرِه قَامَ بتَرْمِيمِ خُوذَة سَاتون هُوو أيضًا، وَالتي تَعُودُ إلى القَبَائِل الجِرْمَانيَّة عاَم 1946. وَفِي عَامِ 1956، نُشِرَتْ رِوَاية عَنْ عَمَلِيَّة التَّرْمِيمِ هَذِهِ مِنَ قِبَلِ هارولد بلينديرليث، أمِينِ مُخْتَبَرِ أبْحَاثِ المتحفِ البَريطَانِيّ. وَكَشَفَتْ عَمِليَّاتُ الفَحْصِ أنَّ طَبَقَة الفِضَّة أصْبَحَت هَشَة. كما أنَّ الطَبقة الحَديديّة الخَلفية للقِنَاعِ كانَتَ قَد صَدِئَتْ وَاهْتَرَئَتْ، مَا شَكَّل مَزيدًا مِنَ الضًّغْط عَلى طَبَقَةِ الفِضَّة الخَارِجِيّة وَالذيْ أدَّى بدَوْرِهِ إلى إحْدَاثٍ شُقُوقٍ فيهَا وَصَلَتْ إلى 4 مم. وَبسَبَبِ ذَلِكَ فُصِلَ قِنَاعُ الوَجْهِ عَنْ الخُوذَة للعَمَلِ عَلى تَرْمِيمِهِ مُنْفَرِدًا.
أُزيلتْ القِطَعُ الحديديّة الصَّدِئَةُ مِنَ الجُزءِ الخَلفِي لقِنَاع الوَجْه حَوْلَ مَنْطِقَةِ الفَمِ والفَكَّين التي كَانَت قَدْ تَضَرَّرَت بشَكلٍ كَبيرٍ. وَلِتَدْعِيمِ الفِضَّة بمَا يَكْفي للعَملِ عَليها، وُضِعَ القِنَاعُ في فُرنٍ كَهْربَائي، وَرُفِعَتْ دَرَجَة حَرَارَتِه إلى 310 درجة مِئويَّة لمُدَّة ثَلاثِ سَاعَاتٍ. وَأُزيلَ الصَّدَأ الأسْوَدُ عَنْ طَريقِ تَنْظِيف القِنَاع بفرشاة باسْتِخْدَام حِمْض الأوكسَاليك بنِسْبَة 9%، قَبْلَ إعَادَةِ تَسْخِينِه مَرَّة أخرى على دَرَجَةِ حَرارةٍ بَلَغَتْ 600 مِئَويَّة لمُدَّةِ ثَمَانيةَ عَشَرَ سَاعةٍ وَعَلى دَرَجَةِ حَرَارة 650 دَرَجَة مِئَويَّة لِمُدَّة ثلاثة عَشَرَ سَاعةٍ أُخَر. وَمَنْ ثُمَّ نُظِّفَتِ الطَبَقَةُ الفِضَّيَّة مَرَّةً أُخْرَى مِنْ كِلا الجَانِبَينِ، حَيثُ ثُبِتَتْ رَقَائِق مِنَ الفِضَّة بصُورَةٍ مُؤقتةٍ عَلَى الشُّقُوقِ الخَلفِيَّة لتَسْهِيلِ عَمِليَّة مَسْحِ وَتَنْظِيفِ الجَانِبِ الأمَامِيّ. وَأزيْلَت تِلْكَ الرَّقائق الفِضِّية بَعْدَئذ، وَمُلِئَتُ الشُّقُوقُ بالفِضَّة. وَأُخْفِيَت الخُطُوطُ الرَّفيعَةُ الظَّاهِرَة مِنْ خِلالِ الشُّقُوقِ التي أُصْلِحَتْ باسْتخدَام طَبَقَةٍ أخْرَى مِنْ رَقَائِقِ الفِضَّة عَلى السَّطْحِ. وَأخِيرًا، نُظِّفَ الحَديدِ المُزَالُ لِكَشْفِ الجُزءِ الخَلفِي مِنَ الفِضَّة وَأُعَيدَ مَرَّة أخْرى إلى مَكَانِه. وَعَلى الرّغْمِ مِنْ أنّْ بَعْضَ هَذِه الشُّقُوقِ ظَلَّتْ ظَاهِرَة للعَيَانِ أعْلَى قِنَاعِ الوَجْهِ، إلّا أنَّها كَانَتْ مُغْلَقَةُ، حَيثٌ كَانَتِ الطَّبقَةُ الحَديديّةُ الوَاقِعَةُ خَلفَهَا سَليمَةً، وَمَعَ ذَلك تَوَجَّبَتْ إزَالَتُهَا لاسْتِكْمَالِ عَمَلِيَّة التَّرمِيم.

### العرض

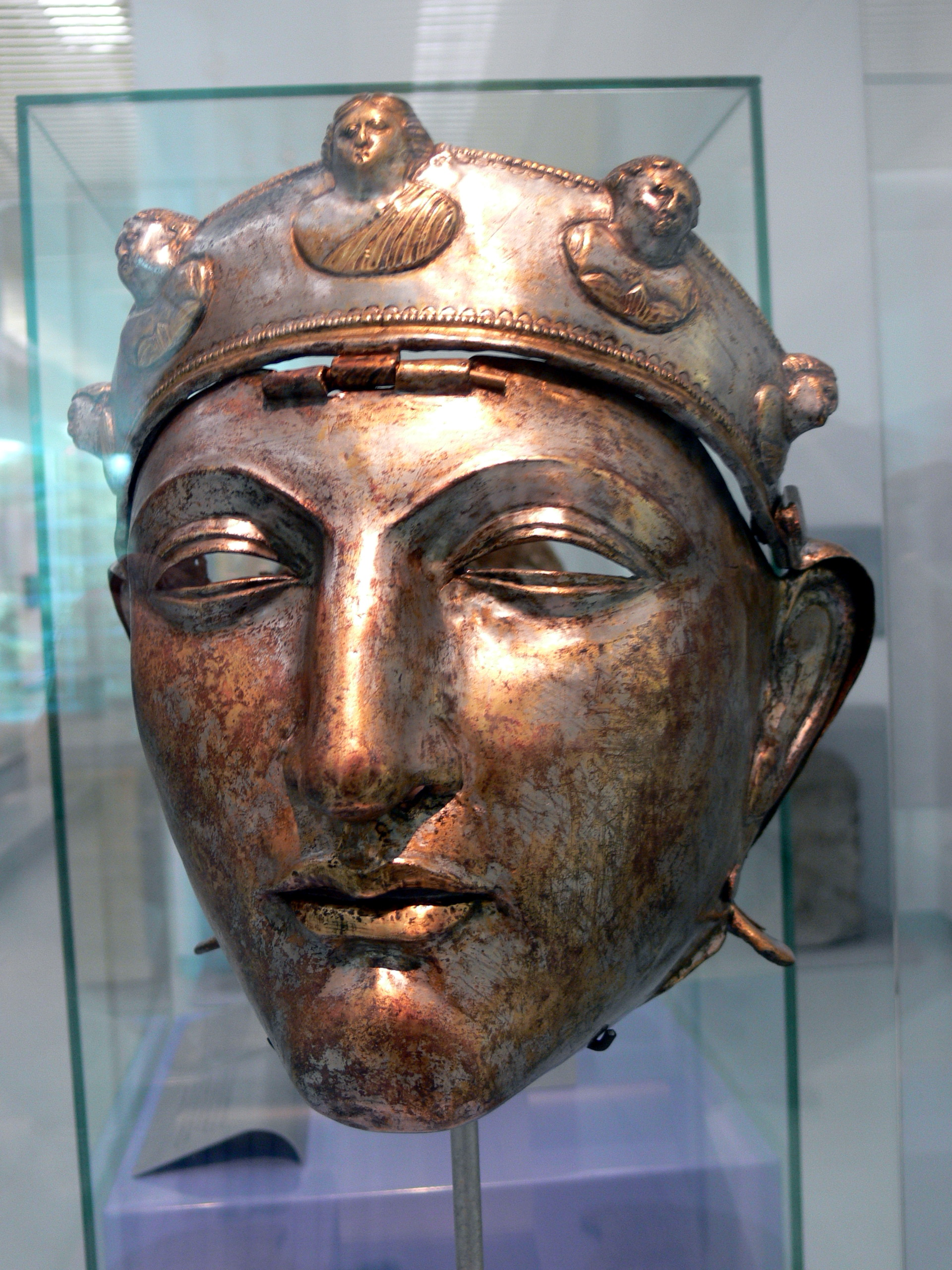
صورة ل خوذة نيميغن المصنفة أيضًا على أنها خوذة رياضية للفرسان.

بَعْدَ تَرمِيمِها فِي المُتْحَفِ البَرِيطَانِيّ، عُرِضَت الخُوذة فِي مَعرِضِ المَلكِ إدْوارد في المتحفِ البَريطَانِيّ على سبيل الإعَارَة لمُدة شَهرٍ بتاريخ 25 نيسان/أبريل عام 1955، ثُمَّ عَادَت إلى دِمَشْق. ومِنْ عَامِ 1999 إلى عَامِ 2002 كَانَتِ الخُوذَة جُزءًا مِنْ مَعْرِضٍ مُتَنَقِّل بعُنْوَانْ سُوريا: أرْضُ الحَضَارَاتْ، مع مَحَطَّاتِ تَوَقُّفٍ في كُلٍ مِنْ سويسْرا وكَنَدَا والوِلايَات المُتَّحِدَة. وَفي عَامِ 2017 أُعِيدَ افْتِتَاحُ المُتْحَفِ الوَطِنِيّ بَعْدَ إغْلاقِه خِلالَ سَنَواتِ الحَربْ فِي سُوريا، حَيثُ احْتُفِظَ بالقِطَعِ النَّفِيسَة وَذَلِكَ فِي مَخَازِنَ حَصِينَة تَحْتَ الأَرْضِ.

## دراسة الرموز
تَعُودُ الخُوذة إلى النِّصْفِ الأَوَّل مِنَ القَرْنِ الأولِ المِيلادِيّ، وَذَلِكَ بالاسْتِنَادٍ إلى الأسْلُوب الذي مُرِّرَتْ بهِ أشْواك الرُّنْدِ عَلى الجُزْءِ الخَلفِي مِنَ الخُوذة، وَالقِطَعِ الأخْرَى التي عُثِرَ عَليها إلى جَانِبِهَا وَفِي القُبورِ القَريبة مِنْهَا.
تُعْتَبَر خُوذة إميسا أَقْدَمَ خُوذة رُومانية مَعْرُوفة ذَاتُ قِنَاع للوَجْه وَصُنِّفًتْ عَلى أنَّهَا خُوذةٌ رِياضِيَّة للفُرسَان - مِنَ النَّوْعِ د - ، وَذَلِكَ وفقًا للتَصْنِيفِ الذي قَدَّمَهُ هنري راسل روبنسون. تَتَمَيَّزُ الخُوَذُ -ذَاتُ النَّوعِ د- بمِفْصَلٍ أفقيٍ وَاحِدٍ يَرْبِطُ قِنَاعَ الوَجْه بقِطْعَةِ الرَّأسِ، وَبغِطَاءِ رَأسٍ مُزَيَّنٍ لتَمْثيلِ الخُوَذْ. كَمَا تُوجَدُ هُنَالِكَ أيْضًا عِدَّةُ أمْثِلَةٍ مِنَ النَّوعِ د، مِثْلُ خوذة نيميغن، وَلَكِنْ وَعلى العَكْسِ مِنْهَا، رُبما لم تَكُن خُوذة إمِيسا قَدْ خُصِّصَتْ للاسْتِخْدَام الرِّياضِيّ. وَلَرُبَّمَا كَانَ عِبَارَةً عَنْ هَدِيَةٍ قَدَّمَهَا مَسْؤول رُومَاني إلى أحَدِ قَادَة العَائِلَة الحَاكمة فِي إمِيسا أوْ أنَّهَا كَانَتْ قَدْ صُنِعَت فِي سُوْريَا عَلى غِرَارِ الخُوَذِ التي شُوهِدَت خِلالَ البُطُولاتِ الرُّومَانيَّة. كَمَا يُعتَقَدُ أنَّ الوَصْفَ الأخِيرَ هُوَ الأكثرُ تَرْجيحًا، لأنَّ زَخْرَفَة أشْواك الرُّنْدِ شَابَهَتْ تِلكَ التي شُوهِدَتْ فِي المَعَابدِ السُّوريَّة التَّاريخيَّة. لذَلِك، قَدْ تَكُونُ تِلْكُمُ الخُوذَة مِنْ صُنعِ وُرَشِ أَنْطَاكِيَّة المَعْرُوفَة بفَخَامَتِهَا.